# Аджами (фильм)
«Аджами» (араб. عجمي‎; ивр. עג'מי‎) — кинофильм режиссёров Скандара Копти и Ярона Шани, вышедший на экраны в 2009 году.

## Сюжет
Фильм, действие которого происходит в основном в районе Яффы Аджами, состоит из нескольких пересекающихся сюжетных линий. Эти линии связаны с судьбой нескольких персонажей: араба Омара, которому необходимо срочно достать крупную сумму денег, чтобы откупиться от кровной мести; палестинского юноши Малека, нелегально работающего в заведении армянина Абу-Эльяса и нуждающегося в деньгах на оплату операции матери; израильского полицейского Дандо, занятого поисками своего пропавшего во время службы в армии брата.

## В ролях
- Шахир Кабаха — Омар
- Ибрахим Фредж — Малек
- Фуад Хабаш — Насри
- Юссеф Сахвани — Абу-Эльяс
- Эран Наим — Дандо бен Давид
- Элиас Саба — Шата
- Скандар Копти — Биндж
- Хилаль Кабоб — Анан
- Ранин Карим — Хадир

## Награды и номинации
- 2009 — Специальное упоминание «Золотая камера» на Каннском кинофестивале (Скандар Копти и Ярон Шани)
- 2009 — пять премий «Офир» Израильской киноакадемии: лучший фильм, лучший режиссёр (Скандар Копти и Ярон Шани), лучший сценарий (Скандар Копти и Ярон Шани), лучший монтаж (Скандар Копти и Ярон Шани), лучшая музыка; а также четыре номинации: лучшая операторская работа (Боаз Йехонатан Яаков), лучшая работа художника (Йоав Синай), лучшие костюмы (Рона Дорон), лучший звук (Эрез Эйни-Шавит, Итай Элохев)
- 2009 — номинация на приз за европейское открытие года от European Film Awards (Скандар Копти и Ярон Шани)
- 2009 — приз за лучший полнометражный художественный фильм на кинофестивале в Иерусалиме (Скандар Копти, Ярон Шани, Моше Данон, Танассис Каратанос)
- 2009 — Гран-при кинофестиваля тёмных ночей в Таллинне (Скандар Копти и Ярон Шани)
- 2009 — три приза кинофестиваля в Салониках: «Золотой Александр», приз за лучший сценарий и приз зрительских симпатий (все — Скандар Копти и Ярон Шани)
- 2010 — номинация на премию «Оскар» за лучший фильм на иностранном языке
- 2010 — Гран-при кинофестиваля в Боулдере (Скандар Копти и Ярон Шани)
- 2010 — приз Совета Европы (FACE Award) на кинофестивале в Стамбуле (Скандар Копти и Ярон Шани)
- 2010 — номинация на премию «Молодой актер» за лучшую роль в международном фильме (Ибрахим Фредж и Фуад Хабаш)